# Willy Weyhrauch
Willy Weyhrauch (* 14. März 1994 in Lutherstadt Wittenberg) ist ein ehemaliger deutscher Handballspieler. Ab 2016 stand der 1,80 Meter große rechte Außenspieler beim deutschen Bundesligisten ThSV Eisenach unter Vertrag.

## Karriere
Willy Weyhrauch stammt aus der Jugend der Berliner Füchse. In der Jugend wurde der Linkshänder von 2010 bis 2014 insgesamt viermal Deutscher Meister. Am 25. März 2012 debütierte er in der zweiten Mannschaft, die in der 3. Liga spielt. In der Saison 2013/14 erhielt er ein Zweitspielrecht für die TSG Friesenheim in der 2. Handball-Bundesliga. Zur Saison 2014/15 wurde er als Nachfolger des langjährigen Rechtsaußen Markus Richwien in die Bundesliga-Mannschaft der Füchse berufen. 2015 gewann er mit den Füchsen den EHF Europa Pokal und den Weltpokal der Vereine in Qatar. Ab dem Sommer 2016 stand er beim ThSV Eisenach unter Vertrag. 2023 stieg er mit Eisenach in die Bundesliga auf. Nach der Saison 2023/24 beendete er seine Karriere.